# Bulbophyllum sarcophyllum
Bulbophyllum sarcophyllum é uma espécie de orquídea (família Orchidaceae) pertencente ao gênero Bulbophyllum. Foi descrita por George King, Robert Pantling e Johannes Jacobus Smith em 1912.